# Йоана Илиева
Йоана Илиева е българска състезателка по фехтовка (сабльорка).
Неин треньор е Ивайло Воденов. На световното първенство в Милано през 2023 година печели бронзов медал – това е първи медал за България в този спорт след 1987 година, както и първи медал в женската сабя.

## Успехи
- Световно първенство в Милано 2023, сабя – 3-то място
- Европейско първенство до 23 години, Будапеща, сабя – 1-во място
- Европейско първенство до 20 години, Хърватия – 1-во място